# Aït Naoual Mezada
Aṭ Naoual Mezada est une commune de la wilaya de Sétif en Algérie.